# 圣地亚哥-德贝拉瓜斯
圣地亚哥-德贝拉瓜斯（西班牙語：Santiago de Veraguas），巴拿马中部城市，贝拉瓜斯省首府。2010年总人口88,997。